# Inflazione Amerikana
Inflazione Amerikana è un album del cantante Gianni Dei pubblicato nel 1989 dalla Yep Record.

## Tracce
Lato A
1. Inflazione Amerikana (Dei, Ungheriano, Castellari)
2. Marinai marinai (Ungheriano, Castellari)
3. Rosso lacca (Dei, Ungheriano, Castellari)
4. Come quando perdi il cuore (Dei, Garozzo, Nicoloso)
5. La notte (Giulianini, Guidazzi)

Lato B
1. Ma sì che ce la fai (Milo, Ungheriano, Castellari) (duetto con Sandra Milo)
2. Come in un film (Dei, Ungheriano, Castellari)
3. Nel mio caffè c'è un po' di te (Ungheriano, Castellari)
4. Straniera (Malgioglio, Piccoli)
5. Cercami (Malgioglio, Rea)